# Mécia de Lemos
D. Mécia de Lemos (Reino de Portugal, c. 1445 – Reino de Castela, depois de 1480) foi uma nobre portuguesa do século XV, dama da rainha da Rainha de Castela, Joana de Portugal, e amante do célebre cardeal Mendoza, com o qual teve dois filhos.

## Biografia
Desconhece-se a data exata do seu nascimento, mas tendo em conta que seus pais celebraram contrato de casamento em 1444, que ela era das primeiras de oito irmãs e irmãos, e que sua mãe faleceu de parto em 1453, é provável que tenha nascido no começo da segunda metade da década de 1440.
Era filha de Gomes Martins de Lemos, 1.º senhor da Trofa e de sua mulher D. Maria de Azevedo (ou Maria de Azevedo e Meira), herdeira da honra e torre de Silva, o ancestral solar da Casa de Silva.
Neta paterna de outro Gomes Martins de Lemos, 1.º senhor de Oliveira do Conde em 15 de janeiro de 1386, e de D. Mécia Vasques de Góis, 10.ª senhora de Góis.
Neta materna de Álvaro de Meira, senhor de juro e herdade de Jales e Alfarela e de D. Maria de Azevedo, que herdara de sua mãe, Joana Gomes da Silva, o senhorio da honra e torre de Silva.
Sendo assim tia paterna de Duarte de Lemos, 3.º senhor da Trofa, figura marcante da expansão portuguesa na Índia e no Brasil, no início do século XVI.
Muito jovem ainda, seguiu para Castela no séquito de rainha D. Joana de Portugal, quando do casamento desta com o rei Henrique IV de Castela.
Na década de 1460, teve na corte de Castela um relacionamento com o renomado Cardeal Pedro González de Mendoza, do qual nasceram dois filhos, D. Rodrigo, futuro Marquês de Cenete e D. Diego, futuro conde de Melito, a quem a rainha Isabel a Católica chamaria de "os belos pecados do cardeal" e que, segundo o historiador e genealogista espanhol do século XVII, Salazar y Castro, "foram avós de quase todos os grandes senhores que há na Espanha".
Depois, veio a casar com D. Suero de Quiñones, que teve os títulos de señor de Villanueva de Jamuz e de Gordaliza de la Loma (falecido em 1480, e filho de outro Suero de Quiñones, renomado cavaleiro da alta nobreza do antigo reino de Leão, mencionado pelo personagem Don Quixote, na célebre novela de Cervantes), passando por essa via a ser conhecida em Espanha como Doña Mencia de Lemos, Señora de Villanueva.
Desse casamento, não houve geração.
Embora algumas fontes coevas tenham pretendido atribuir a D. Mécia de Lemos a reputação de "licenciosidade" e de humor sarcástico em relação a seu marido, não são fontes muito confiáveis, pois estavam interessadas em impedir a legitimação de alguém que, muitos anos mais tarde, surgiu como suposto filho não reconhecido do matrimónio de D. Suero de Quiñones com D. Mécia de Lemos, vindo a esse título reclamar a herança do referido D. Suero. Algo que, a concretizar-se, prejudicaria o ramo colateral da família Quiñones, que tinha herdado todos os senhorios e bens de D. Suero, após o falecimento deste sem deixar descendentes do casamento. Esses herdeiros conseguiram efetivamente impedir a legitimação usando, entre outros argumentos, o da acima referida suposta "licenciosidade" e distanciamento face a seu marido, por parte de D. Mécia.
De notar que a ligação desta geração dos Lemos da Trofa a Castela não se limitou a D. Mécia de Lemos, pois outra das suas irmãs mais novas, D. Margarida de Lemos, foi camareira-mor da rainha D. Joana de Castela, que muito a estimava e que a casou, no ano de 1475, com D. Sancho de Córdova y Rojas, filho dos 1ᵒˢ condes de Cabra, com ilustre geração nos duques de Sessa, nos marqueses de Miranda de Anta, nos condes da Casa Palma, etc.

## Descendência
Da sua relação com o Cardeal Mendoza, D. Mécia de Lemos teve dois filhos: 
Rodrigo Díaz de Vivar y Mendoza Lemos, 1.º conde del Cid e 1.º marquês del Cenete (Guadalajara, 1466 - Valência, 22 de fevereiro de 1523), que casou com D. Leonor de la Cerda, com a seguinte geração: 
- Mencía de Mendoza y Fonseca (1508-1544), 2.ª marquesa del Cenete, casada a primeira vez com Henrique III, conde de Nassau-Dillenburg, e em segundas núpcias com Fernando de Aragón, duque de Calábria;
- María de Mendoza y Fonseca, 3.ª marquesa del Cenete, casada com Diego Hurtado de Mendoza y Aragón, 4.º conde de Saldaña;
- Catalina de Mendoza y Fonseca, casada con Juan Sancho de Tovar y Velasco, 1.º marquês de Berlanga.

Diego Hurtado de Mendoza e Lemos, 1.º conde de Mélito, (Manzanares el Real, c. 1468 - Toledo, 1536), que casou com Ana de la Cerda. com a seguinte geração:
- Diego Hurtado de Mendoza y de la Cerda, 1.º duque de Francavilla e marquês de Algecilla, 1.º príncipe e 2.º conde de Mélito, que foi o pai de Ana de Mendoza y de la Cerda, a célebre princesa de Éboli;
- Gaspar Gastón de la Cerda y Mendoza (pai de Íñigo López de Mendoza y Manrique de Luna, 1.º marquês de Almenara);
- Baltasar de Mendoza y de la Cerda, I conde de Galve.